# Prof
Prof, pseudonimo di Jacob Lukas Anderson (Minneapolis, 29 aprile 1984), è un rapper statunitense.

## Biografia
Prof è salito alla ribalta col quinto album in studio Liability (2015), progetto con cui ha conseguito il suo primo ingresso nella Billboard 200. Ha ottenuto un secondo piazzamento nella suddetta graduatoria col disco di inediti Horse (2023), classificatosi al 111º posto; lo stesso gli ha permesso di fare il debutto nella Artist 100 di Billboard.

## Discografia

### Album in studio
- 2006 – Absolutely (con Rahzwell)
- 2007 – Project Gampo
- 2009 – Recession Music (con St. Paul Slim)
- 2011 – King Gampo
- 2015 – Liability
- 2018 – Pookie Baby
- 2020 – Powderhorn Suites
- 2023 – Horse

### Album dal vivo
- 2023 – Live from Powderhorn Suites

### EP
- 2008 – Kaiser Von Powderhorn

### Singoli
- 2012 – Super Scary Monsters (con Grieves)
- 2013 – Zoo
- 2013 – The Reply
- 2019 – F**k You It's Christmas
- 2020 – Animal Patrol
- 2021 – Chitty Bang (con Devin the Dude e Jarren Benton)
- 2021 – Tarzan
- 2021 – Dodo Birds
- 2021 – Neighborhood (con i Tropidelic e Krayzie Bone)
- 2021 – Cutthroat
- 2021 – Treat You Right (con Dizzy Wright)
- 2022 – Pay Day (feat. Jon Ray)
- 2022 – Creek Boy
- 2022 – Devils Gate (feat. Kevin Gates)
- 2022 – Big Hungry Monster
- 2022 – Louisiana
- 2022 – Vulnerable God
- 2023 – Pack a Lunch (con Redman)
- 2023 – Soupy (con Cozz)
- 2023 – Subpar (con Method Man)
- 2024 – Feed the Dogs
- 2024 – Errybody Know (con Futuristic)
- 2024 – Pain Salesmen (con Ren)
- 2024 – Gone Fishin (con Grieves)
- 2024 – Butter (con Baby Tate)
- 2024 – Dynamite

## Tournée
- 2019 – Back to School Tour
- 2021 – Prof's Home Alone Tour
- 2022 – Prof's G League Tour
- 2022 – Prof's Big League Tour
- 2024 – The Gallery Tour
- 2024 – The Final Showing